# ポパイ食品工業
ポパイ食品工業株式会社（ポパイしょくひんこうぎょう）は、かつて茨城県筑西市に本社・工場を置いていた日本の食品製造会社である。ソースなど調味料の製造を主に行っていた。
2018年12月1日付で大阪市北区に本社があり、親会社であるライフドリンク カンパニーへ吸収合併され解散した。工場はライフドリンク カンパニー茨城工場となったが、ライフドリンク カンパニー茨城工場は2023年2月28日付で大象ジャパン株式会社の子会社である大象フーズジャパン株式会社へ譲渡された。

## 沿革
- 1936年（昭和11年）12月 - 東京都品川区にて個人会社「東京ソース」を創業。
- 1950年（昭和25年）1月27日 - ポパイ食品工業株式会社を設立。
- 2010年（平成22年）
  - 4月1日 - あさみや（後のライフドリンク カンパニー）の完全子会社となる[4]。
  - 6月 - 本社を茨城県筑西市に移転。
- 2018年（平成30年）12月1日 - ライフドリンク カンパニーへ吸収合併され解散。